# Arte coreana

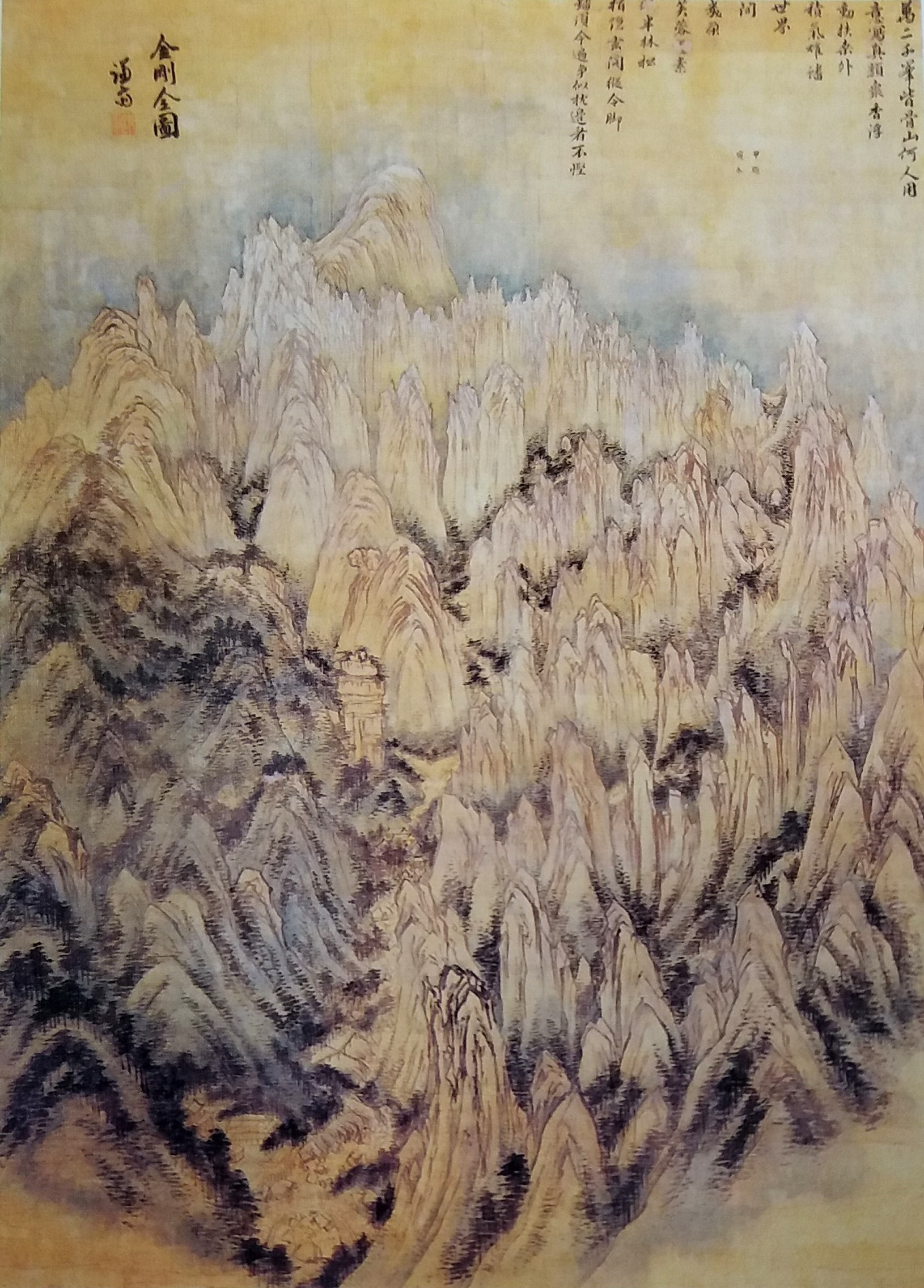
Paesaggio di Kumgangsan in Corea. Inchiostro e acquarello orientale su carta. Jeong Seon (1676–1759).

Per arte coreana s'intende l'arte originatasi o praticata in Corea o da artisti coreani, dai tempi antichi fino ad oggi. La Corea è famosa per le sue tradizioni artistiche nella ceramica, nella musica, nella calligrafia ed in altri generi figurativi, spesso contrassegnati dall'uso di colori forti, forme naturali e decorazioni di superfici.
I più remoti esempi di arte coreana sono rappresentati da opere dell'età della pietra che datano a partire dal 3000 a.C. Esse consistono principalmente in sculture votive, sebbene siano state riscoperte anche incisioni rupestri. Gli artisti coreani si ispirarono in primo luogo alle tradizioni cinesi, modificandole talvolta mostrando una preferenza per l'eleganza semplice, la purezza della natura e la spontaneità. Questa rielaborazione degli stili cinesi, in virtù di circostanze culturali e geografiche, influenzò anche le tradizioni artistiche giapponesi. La dinastia Goryeo (918-1392) fu uno dei periodi più prolifici per gli artisti di varie discipline, specialmente nel campo della ceramica.

## Storia

### Era neolitica
Gli esseri umani occupano la Penisola coreana almeno dal 70.000 a.C. Sono state rinvenute ceramiche risalenti approssimativamente al 7.000 a.C. Erano fatte di argilla e cotte nel fuoco su fosse aperte o semi-aperte a temperature intorno ai 700° centigradi. Il più antico stile di ceramiche, risalente circa al 7.000 a.C., comprendeva oggetti dal fondo piatto (yunggi-mun) decorati con disegni in rilievo, linee orizzontali sollevate ed altre impressioni.
Le ceramiche di tipo Jeulmun sono tipicamente a fondo conico e incise con un motivo a pettine che, nelle testimonianze archeologiche, compare all'incirca nel 6000 a.C. Questo tipo di ceramica è simile agli stili siberiani.
Lo stile di tipo Mumun emerse approssimativamente nel 2000 a.C. ed è caratterizzato da grandi ceramiche, prive di decorazioni, perlopiù utilizzate per la cottura e la conservazione dei cibi.

### Età del bronzo
Fra il 1000 ed il 300 a.C. articoli in bronzo cominciarono ad essere importati e prodotti in Corea. Verso il VII secolo a.C., nel paese si affermò una cultura del bronzo indigena, com'è evidenziato dal bronzo coreano che ha una percentuale di zinco caratteristica. La produzione in bronzo fu influenzata dalle culture cinese nordorientale, siberiana e scita. Gli oggetti fabbricati durante questo periodo erano armi come spade, pugnali e punte di lancia. Inoltre, erano fatti oggetti rituali come specchi, campane e sonagli. Tali oggetti venivano seppelliti nei dolmen, ossia nelle tombe megalitiche dell'élite culturale. In aggiunta, intorno al VI secolo cominciarono ad essere create pentole rosse ricche di ferro. Nelle sepolture dei dolmen sono stati trovati anche rosari a forma di virgola, di solito fatti di nefrite, noti come kokkok. I kokkok potrebbero essere intagliati secondo quella forma per imitare gli artigli dell'orso. Un'altra influenza siberiana si può vedere nei disegni di animali su roccia, che mostrano una "linea della vita" secondo lo stile a raggi X dell'arte siberiana.

### Età del ferro
L'età del ferro cominciò in Corea intorno al 300 a.C. Il ferro coreano era assai apprezzato nelle comanderie cinesi ed in Giappone. Anche questo fu un periodo soggetto all'influenza cinese, come evidenziato dai motivi tombali in Corea del Nord che seguivano il modello cinese. La ceramica coreana progredì con l'introduzione dalla Cina del tornio del vasaio e della cottura nel forno in pendenza.

### Tre Regni di Corea
In questo periodo, che va all'incirca dal 57 a.C. al 668 d.C., i tre regni coreani di Goguryeo, Baekje e Silla si contesero il controllo sulla penisola.

#### Goguryeo

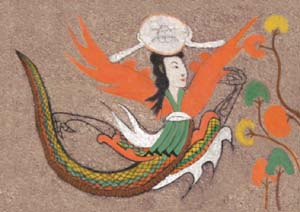
Murale tombale di Goguryeo

Il Buddhismo fu introdotto per la prima volta a Gogureyo nel 372 d.C. a causa della sua collocazione, che abbracciava gran parte della Manciuria e della metà settentrionale della Corea, assai vicino agli stati cinesi più settentrionali come i Wei settentrionali. Sotto l'influsso del Buddhismo, i re di Goguryeo iniziarono a commissionare opere artistiche e architettoniche dedicate al Buddha. Un aspetto notevole dell'arte di Goguryeo sono i murali tombali che ritraggono vivacemente aspetti della vita quotidiana nell'antico regno come pure della sua cultura quali architettura ed abbigliamento. I murali ritraevano temi buddhisti e taoisti e furono anche i primissimi inizi dei dipinti paesaggistici e della ritrattistica coreani. L'UNESCO ha designato il complesso di tombe Goguryeo come patrimonio dell'umanità per l'influenza esercitata dalla pittura di Goguryeo in Asia orientale, compreso il Giappone; un esempio sono i murali di Hōryū-ji. La pittura murale si diffuse anche negli altri due regni.

#### Baekje
Baekje, un regno della Corea sudoccidentale che fu influenzato dalle dinastie cinesi meridionali, come i Liang, è generalmente considerato come il regno con la più raffinata tradizione artistica fra i tre stati. Fu anche uno dei regni che introdusse una significativa influenza coreana nell'arte del Giappone durante questo periodo di tempo.
La scultura buddhista di Baekje è caratterizzata da naturalezza, calore e proporzioni armoniose. Un altro esempio di influenza coreana è l'uso del caratteristico "sorriso di Baekje", un misterioso ed arcaico sorriso che è caratteristico di molte statue di Baekje.
Sebbene non vi siano esempi sopravvissuti di architettura lignea, il sito di Mireuksa contiene le pietre delle fondazioni di un tempio distrutto e di due pagode di granito sopravvissute che mostrano l'aspetto che potrebbe aver avuto l'architettura di Baekje. Un esempio dell'architettura di Baekje può essere desunta dal tempio di Hōryū-ji perché gli architetti e gli artigiani di Baekje aiutarono a progettare e a costruire il tempio originale. La tomba di re Muryeong conteneva un tesoro di manufatti non saccheggiati da ladri di tombe. Tra gli oggetti vi erano spille d'oro a forma di fiamma, calzature di bronzo dorato, cinture d'oro (un simbolo di regalità) e spade dall'elsa d'oro con draghi e fenici.

#### Silla
Il regno di Silla era quello più isolato dalla Cina perché era situato nella parte sudorientale della penisola: fu quindi l'ultimo ad adottare il Buddhismo e le influenze culturali cinesi. Le tombe del regno di Silla erano perlopiù inaccessibili e tanti esempi di arte coreana vengono da questo regno. Gli artigiani di Silla erano famosi per la loro abilità nella lavorazione dell'oro che ha somiglianze con le tecniche etrusche e greche, come esemplificato dagli orecchini e dalle corone d'oro.
Poiché i manufatti d'oro di Silla presentavano somiglianze con le tecniche europee e nelle tombe reali sono stati trovati vetri e perline che ritraggono persone dagli occhi azzurri, molti ritengono che la Via della Seta arrivasse fino in Corea. Tra i più notevoli oggetti d'arte di Silla sono da annoverare le sue corone, che sono fatte di oro puro ed hanno ornamenti a forma di alberi e palchi che suggeriscono una tradizione sciamanica sciito-siberiana e coreana.

#### Gaya
La Confederazione Gaya era un gruppo di città-stato che non si consolidarono in un regno centralizzato. Nella sua arte, ad esempio nelle corone con protrusioni simili ad albero, si riscontrano molte somiglianze con i motivi già visti a Baekje e Silla. Molti dei manufatti disseppelliti nei tumuli di Gaya sono collegati ai cavalli, come staffe, selle e armature per cavalli.

### Silla unificato

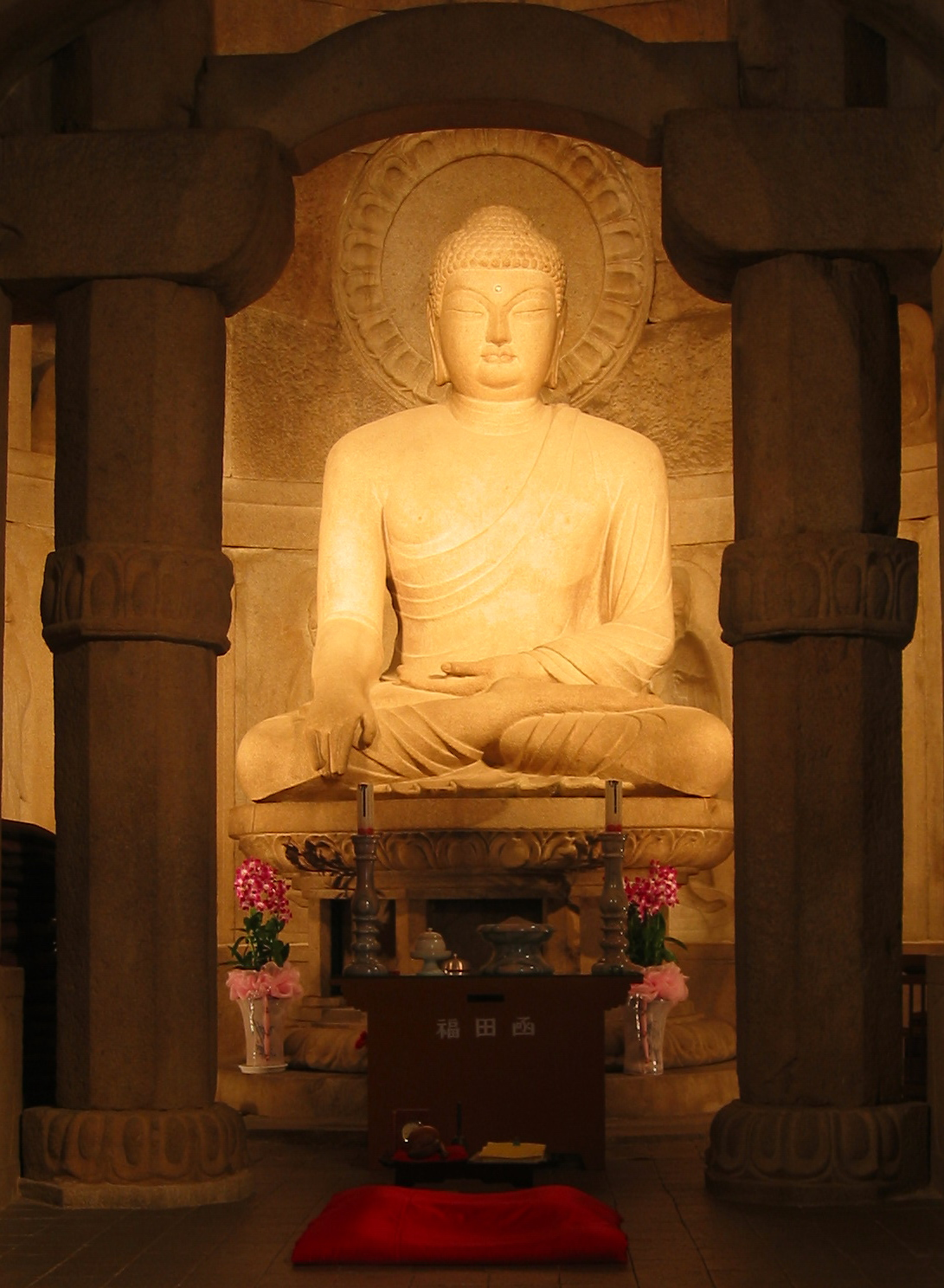
Una scultura di Seokguram della dinastia Silla, VIII secolo d.C.

Quello di Silla unificato fu un periodo di grande produzione artistica in Corea, specialmente nell'arte buddhista. Esempi comprendono le grotte di Seokguram ed il tempio di Bulguksa. Anche due pagode al piano terra, il Seokgatap ed il Dabotap, sono esempi dell'arte muraria e dell'abilità artistica di Silla. Gli artigiani crearono anche massicce campane per templi, reliquiari e statue. La città capitale del regno unificato di Silla era soprannominata la "città dell'oro" per l'ampio uso di questo metallo in molti oggetti d'arte.

### Goryeo

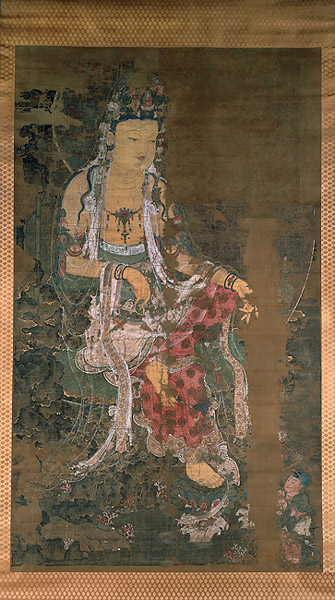
Pittura Avalokiteshvara della dinastia coreana di Goryeo, 1310 d.C.

La dinastia Goryeo durò dal 935 al 1392. L'esempio più famoso dell'arte di Goryeo fu la ceramica celadon, prodotta dal 1050 al 1250. Sebbene il celadon fosse nato in Cina, i ceramisti coreani crearono il loro stile di ceramica, così apprezzato che i cinesi lo consideravano "il primo sotto il cielo" ed una delle "dodici cose migliori del mondo". Il celadon coreano aveva uno smalto vitreo unico nel suo genere, verde azzurro (il cosiddetto colore del "re pescatore") a base ferrosa, ottenuto riducendo l'ossigeno nel forno. La produzione era caratterizzata da forme organiche e da uno stile libero, con pezzi fatti per assomigliare a pesci, meloni ed altri animali.
I coreani inventarono una tecnica a intarsio conosciuta come sanggam, in cui i ceramisti incidevano i disegni nella ceramica semi-asciutta e ponevano materiali dentro le decorazioni con argilla nera o bianca.

### Joseon
Anche se nel periodo Joseon l'influenza del confucianesimo soppiantò quella del buddhismo, gli elementi buddhisti continuarono ad essere ben presenti nell'arte coreana. Questa tendenza non era incoraggiata dai centri artistici imperiali o dal gusto pubblicamente accettato della dinastia Joseon, tuttavia nelle case private, come anche nei palazzi estivi degli stessi sovrani della dinastia, la semplicità dell'arte buddhista riceveva grande apprezzamento, ma non era più considerata come l'arte dei centri urbani.
Sebbene la dinastia Joseon fosse cominciata sotto auspici militari, agli stili di Goreyo fu concessa notevole libertà di sviluppo, e l'iconografia buddhista (bambù, orchidea, pruno e crisantemo; ed i familiari simboli della buona sorte decorati con nodi) erano ancora parte delle pitture di genere. Né i colori né le forme ebbero alcun grande cambiamento, e i sovrani evitarono editti sull'arte. Gli ideali e le tecniche importate dei Ming continuarono nelle prime opere idealizzate della dinastia.
A metà della dinastia, gli stili pittorici si spostarono verso un accresciuto realismo. Iniziò così uno stile pittorico nazionale di paesaggi chiamato "veduta dal vero", che passava dal tradizionale stile cinese di generici paesaggi idealizzati a località particolari rese con grande esattezza. Sebbene non fotografico, lo stile era abbastanza accademico da consolidarsi e venne sostenuto come uno stile standardizzato della pittura coreana.
Il periodo tra la metà e la fine della dinastia Joseon è considerato l'età d'oro della pittura coreana. Esso coincide con il crollo dei legami con la Dinastia Ming a causa dell'ingresso degli imperatori Manciù in Cina, ed il conseguente sforzo degli artisti coreani di costruire nuovi modelli basati sul nazionalismo e su una ricerca interiore di particolari soggetti coreani. In quest'epoca la Cina cessò di avere l'influenza preminente e l'arte coreana prese un corso autonomo, assumendo caratteristiche sempre più distintive.

### Epoca moderna
In parte come conseguenza del governo coloniale giapponese dal 1910 al 1945, molte delle più antiche e significative opere d'arte coreane sono custodite in collezioni private e pubbliche in Giappone. Il Museo nazionale di Tokyo espone o conserva più di 1.000 pezzi in oro, bronzo e celadon donati dall'uomo d'affari Takenosuke Ogura. In totale, circa 4.800 oggetti d'arte coreani, dei quali oltre 2.000 sono considerati antichità, sono custoditi nel museo. Si crede che l'80% di tutti i dipinti buddhisti coreani sia in Giappone. Secondo lo storico dell'arte coreano Kwon Cheeyu, è stato confermato che vi si trovano anche ben 35.000 oggetti d'arte coreani e 30.000 libri rari. Queste cifre non comprendono le collezioni private, che si ritiene custodiscano notevoli quantità di arte coreana.
Il mercato dell'arte coreano in epoca moderna è concentrato nel quartiere Insadong di Seul, dove espongono oltre 50 piccole gallerie e si tengono occasionali aste di belle arti. In ogni città ci sono gallerie regionali minori, con artisti locali che espongono in forme tradizionali e contemporanee. Le gallerie d'arte di solito presentano una mescolanza di mezzi espressivi. I tentativi di portare in primo piano l'arte concettuale occidentale di solito hanno avuto i loro maggiori successi fuori della Corea, a New York, San Francisco, Londra e Parigi.

## Arti visive
L'arte coreana è caratterizzata da passaggi attraverso le influenze delle principali religioni del tempo: dalla prima arte sciamanica, all'arte buddhista e confuciana, fino alle varie forme di arte occidentale del XX secolo.
Nei tempi moderni le opere d'arte in metallo, giada, bambù e tessuti hanno avuto una ripresa limitata. Il governo sudcoreano ha tentato di incoraggiare il mantenimento della continuità culturale attraverso premi e borse di studio per gli studenti più giovani di forme più rare d'arte coreana.

### Calligrafia e stampa
La calligrafia coreana è vista come un'arte in cui i colpi di pennello rivelano la personalità dell'artista valorizzando l'oggetto raffigurato. Questa forma d'arte rappresenta l'apogeo dell'arte confuciana coreana.
Le arti tessili coreane hanno una lunga storia, e comprendono i ricami coreani usati nei costumi e nei paraventi; i nodi coreani usati nei costumi e nelle decorazioni murali; altre abilità di tessitura meno conosciute, indicate appresso tra le arti più rare. Non vi è una vera tradizione di tappeti o tappetini coreani, anche se le coperte e i rivestimenti delle selle erano fatti di lana tinta in modo naturale, e sono estremamente rari. Tappeti imperiali di drago, tappetini di tigre per giudici o magistrati o generali, e copri-sedie di minori dimensioni erano importati dalla Cina e sono tradizionalmente di colore giallo o rosso. Rimangono pochi o forse nessun tappeto imperiale.
L'arte della carta coreana include tutti i generi di carta fatta a mano (hanji), usata per fini architettonici (schermi per finestre, copertura di pavimenti), per la stampa, la grafica e le arti coreane della piegatura (ventagli di carta, figure di carta), come pure l'abbigliamento di carta coreano, per il quale si tiene ogni anno nella città di Jeonju una sfilata di moda che attrae attenzione mondiale. Negli anni 1960 durante il restauro del complesso del Tempio di Bulguksa a Gyeongju venne scoperta la carta coreana ricavata dalle radici del gelso.  La data sui documenti buddhisti corrispondeva nel calendario occidentale al 751, ed indicava che, in effetti, la pretesa spesso citata che la carta coreana può durare mille anni era provata in modo irrevocabile. Tuttavia, dopo ripetute invasioni, esistono pochissimi esempi antichi dell'arte della carta coreana. Viceversa, gli artisti coreani su carta sono molto attivi in epoca moderna.

### Pittura

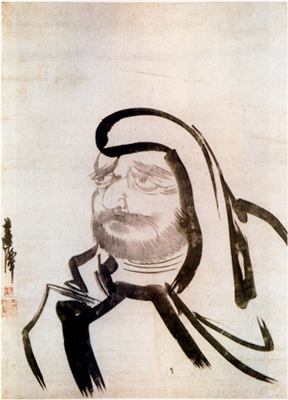
Dalmado di Kim Myeong-guk, periodo Joseon.

La pittura coreana contemporanea richiede una comprensione della porcellana e della ceramica coreane, poiché gli smalti vitrei utilizzati nei dipinti e la struttura degli smalti stessi la rendono più vicina alla tradizione dell'arte ceramica che a quella delle tradizioni pittoriche occidentali, anche se i soggetti appaiono di origine occidentale.

### Corea del Nord
Nel nord, i sistemi politici in mutamento dal comunismo, fondendosi con la vecchia classe yangban dei capi nazionalistici coreani, hanno portato a un tipo diverso di arti visive che è alquanto caratteristico rispetto all'architettura russa e agli stili dell'arte del popolo o dell'arte socialista. Questo è vero in particolare nei film patriottici che dominavano quella cultura dal 1949 al 1994, e nel risveglio dell'architettura, della calligrafia, delle opere in tessuto e della pittura neotradizionale, che è avvenuto a partire dal 1994.
Gli artisti nordcoreani a metà del XX secolo sono passati attraverso due periodi d'influenza, dall'arte russa e poi dall'arte cinese. L'impatto fu maggiore sui poster rivoluzionari, sulla litografia e sui multipli, sui film drammatici e documentari, sulla pittura realistica, sulla grande architettura, e minore nei campi delle terrecotte domestiche, della ceramica, dei ricami esportabili e dell'artigianato visivo. L'arte sportiva ed i poster rivoluzionari dotati di carica politica sono stati i più sofisticati e sono divenuti oggetto di collezionismo internazionale da parte di case d'asta e collezionisti specializzati.

## Ceramica e scultura
La ceramica coreana è l'arte più famosa e di livello più elevato della Corea e comprende, accanto alle produzioni di tipo più comune (vasi, piatti, anfore, ecc.), anche altre di maggiori dimensioni come mattonelle, murali in ceramica su larga scala ed elementi architettonici.
Altre forme artistiche tradizionali comprendono:
- Arte coreana del bronzo, rappresentata nell'opera di Kim Jong-dae, maestro di yundo o fusione di specchi di bronzo; e di Yi Bong-ju, che lavora oggetti di metallo in bronzo martellato.
- Arte coreana dell'argento, rappresentata nell'opera di Kim Cheol-ju nei recipienti circolari d'argento.
- Intaglio coreano della giada, rappresentato nell'opera del maestro Jang-Ju won, tipicamente nello stile imperiale della dinastia Joseon, con complessi ornamenti di giada a forma di nodi, motivi buddhisti e figure grottesche dello sciamanesimo coreano.
- Tessitura coreana dell'erba, rappresentata nell'opera del maestro Yi Sang-jae, nei suoi leggendari recipienti di tessitura wancho.
- Pirografia coreana su bambù, rappresentata nell'opera di Kim Gi-chan in questa tecnica grafica unica consistente nell'incidere disegni e forme artistiche con una punta rovente su recipienti circolari di bambù.
- Lavori su strisce di bambù, rappresentate nell'opera di Seo Han-gyu (tessitura di chaesang) e di Yi Gi-dong (ventagli di bambù).
- Intarsiatura coreana su corni di bue, rappresentata nell'opera di Yi Jae-man nelle sue piccole scatole per conservare oggetti e nei suoi mobili da regalo su commissione.
- Tessitura coreana di tendine, rappresentata nell'opera del maestro Jo Dae-yong, settima generazione della sua famiglia a occuparsi di quest'arte, discendendo da Jo Rak-sin (che creò i suoi primi capolavori per re Cheoljong) e attraverso Jo Seong-yun e Jo Jae-gyu (vincitori dei concorsi per artigiani di Joseon). La tecnica grafica nota come tendine di Tongyeong ha ottenuto un ulteriore riconoscimento con la nomina di Jo Dae-yong come Maestro artigiano della tessitura di tendine di bambù (Yeomjang) da parte del governo coreano, e delle sue opere come "importante patrimonio culturale intangibile n. 114", con Jo che all'età di 51 anni è divenuto il più giovane "patrimonio culturale umano" della repubblica.
- Scultura coreana su legno, rappresentata nell'opera di Park Chan-soo e che è una suddivisione della scultura coreana.

## Architettura e progettazione d'interni

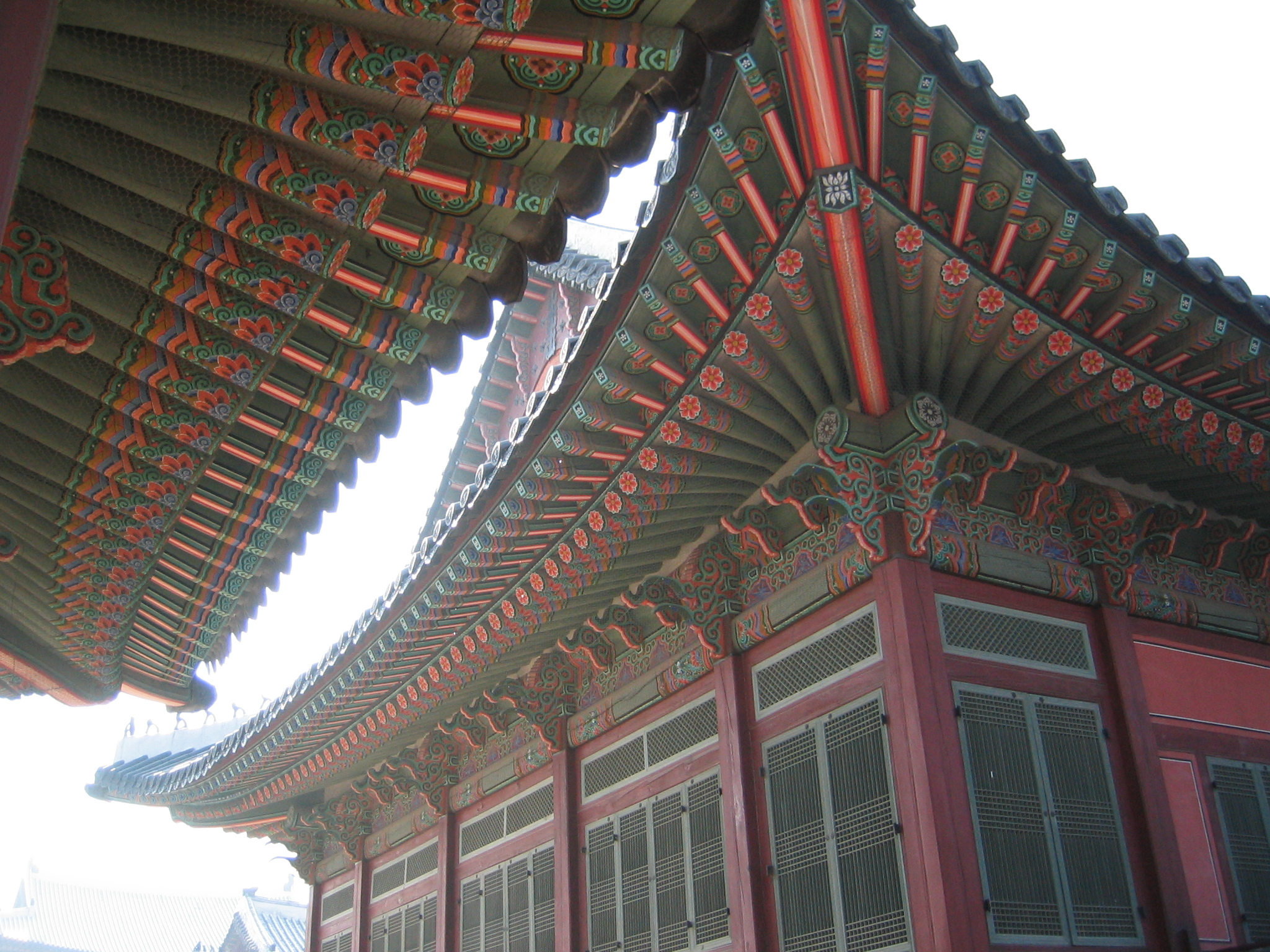
Architettura di palazzi della dinastia Joseon.

Esiste una lunga tradizione dei giardini coreani, spesso legata ai palazzi. I modelli hanno spesso la loro origine in antichi ideogrammi. I quattro più essenziali sono modelli geometrici e modelli in cui ricorrono motivi vegetali, animali e naturali. I modelli geometrici includono triangoli, quadrati, rombi, zigzag, reticoli, fregi, spirali, denti di sega, cerchi, ovali e cerchi concentrici. Le incisioni dell'età della pietra mostrano modelli animali per richiamarsi alle attività di raccolta del cibo. Molto popolari sono diventati i modelli dualisti, specialmente Yin e Yang. Questi modelli si trovano sulle porte di templi e santuari, sugli abiti, sui mobili e sugli oggetti di uso quotidiano come ventagli e cucchiai.

## Arti dello spettacolo
Nelle arti dello spettacolo, l'arte coreana della narrazione di storie si pratica sia nei modi ritualistici sciamanici, nelle canzoni degli studiosi yangban, sia negli incroci tra le arti visive e quelle dello spettacolo che sono più intese e fluide che in Occidente.
Rappresentate nei petroglifi e nelle schegge di ceramiche, nonché nei dipinti murali sulle tombe, le varie arti dello spettacolo incorporavano quasi sempre le maschere coreane, i costumi con i nodi coreani, il ricamo coreano ed una fitta sovrapposizione dell'arte figurativa in combinazione con altre arti.
Alcune specifiche danze sono considerate importanti esempi di arte del patrimonio culturale coreano. Le arti dello spettacolo sono sempre state legate alle arti tessili: non solo nei costumi, ma anche nelle tende tessute dietro alle rappresentazioni, agli ornamenti tessuti o ricamati o annodati per indicare il rango, la posizione o come amuleti sciamanici; e in altre forme ancora.
Storicamente la divisione delle arti dello spettacolo vede riunite da un lato le arti eseguite quasi esclusivamente da donne in costume, cioè le danze; e quelle svolte esclusivamente da uomini, cioè quelle della narrazione di storie. Dall'altro comprende le arti eseguite da un gruppo di entrambi i sessi, nelle quali la presenza delle donne negli spettacoli si è sempre più ridotta con il tempo, in quanto è divenuto onorevole per gli uomini svolgere la funzione di intrattenitori pubblici.

### Cerimonia del tè
La cerimonia del tè coreana si tiene in una casa da tè coreana dalla caratteristica architettura, spesso all'interno di giardini coreani. Il tè viene servito in modo particolare, con l'uso di ceramiche e di costumi tradizionali coreani ed accompagnato da una conversazione ritualizzata e da poesia formale, scritta su rotoli appesi alle pareti. L'ambiente stesso è una serie di eventi che fluiscono naturalmente fornendo un'esperienza di grande valore culturale ed artistico.

### Arti musicali e teatro
La musica coreana si divide generalmente tra gli stessi tipi di pubblico dell'Occidente, con preferenze basate sulla città e sulle divisioni tra città (classica, pop, techno, house, hip-hop, jazz; tradizionale) e la provincia (popolare, campagnola, tradizionale, classica, rock). Le influenze della musica internazionale sono molto forti nelle province. La concorrenza con la Cina per attirare i turisti ha spinto ad un'attenzione molto maggiore verso le forme musicali tradizionali coreane nel tentativo di differenziarsi sia dall'Occidente che da altri paesi orientali.
La musica di corte coreana ha una storia che risale al Regno di Silla dove si eseguiva la musica di corte della dinastia cinese Tang; in seguito la dinastia Song ispirò l'A-ak, una versione coreana suonata con strumenti cinesi durante l'era Joseon. I musicisti di corte compaiono in costume tradizionale, mantengono una rigida postura formale di tipo appropriato e suonano strumenti a cinque corde. Insegnando in tal modo i principi "yeak sasang" del confucianesimo, la perfezione del tono e dello spazio acustico è messa davanti alla grossolana emotività. Opere famose di musica di corte comprendono Jongmyo Jeryeak, proclamata patrimonio culturale dell'umanità dell'UNESCO, Cheoyongmu, Taepyeongmu e Sujecheon.
La musica popolare coreana o pansori è la base da cui trae origine la maggior parte della nuova musica, trattandosi di una forma molto semplice e ritmica.
I musical coreani sono stati incoraggiati dal successo dei revival di Broadway, come Showboat. Ci sono precedenti per i drammi di danza musicali di tipo popolare nel gamuguk diffuso ai tempi di Goryeo, che ha avuto alcuni revival con concerti nel XXI secolo.
Anche l'arte della scenografia teatrale ha una lunga storia in Corea ed ha sempre tratto ispirazione dai paesaggi, cominciando dal teatro all'aperto e replicandolo con l'uso di tende all'interno degli allestimenti nelle corti e nei templi di rituali ed opere teatrali.
Le maschere coreane si usano generalmente nelle rappresentazioni sciamaniche che si sono sempre più secolarizzate come drammi dell'arte popolare. Dopo il 1945 le stesse maschere sono diventate manufatti turistici e vengono riprodotte in grandi quantità come souvenir.

### Narrazione di storie e commedia
La narrazione di storie, nel canto drammatico poetico degli eruditi yangban o nei modi turbolenti e chiassosi degli attori in carne ed ossa, è generalmente uno spettacolo maschile.
La storia orale coreana comprende miti narrativi, leggende, racconti popolari; canti, canti popolari, canti sciamanici e pansori; proverbi che si espandono in brevi racconti storici, indovinelli e parole sospette che hanno le proprie storie.

### Danza
La danza è un elemento significativo della cultura tradizionale coreana. Speciali danze tradizionali sono eseguite come parte di molte feste e celebrazioni annuali (raccolto, ecc.), che coinvolgono costumi tradizionali, specifici colori, musiche, canti e strumenti speciali. Alcune danze sono eseguite da soli uomini o da sole donne, mentre altre sono eseguite da entrambi i generi.
Le donne di solito hanno i capelli lontani dal viso, tirati all'indietro a formare una crocchia, o possono indossare cappelli colorati. S'indossa tipicamente una qualche variazione dell'hanbok tradizionale, o un costume speciale apposta per quella danza. In alcune danze, i costumi femminili sono dotati di maniche molto lunghe o di un lungo strascico in stoffa, per accentuare i movimenti aggraziati delle braccia.
Le feste all'aperto sono chiassose ed allegre, e si possono sentire in continuazione cembali e tamburi. Inoltre, possono essere indossate maschere.

## Letteratura
Libri coreani a caratteri mobili, spesso enciclopedie imperiali o cronache storiche, furono fatti circolare fin dal VII secolo, durante l'era dei Tre Regni, usando tavolette di legno per la stampa. Nell'era Goryeo furono prodotti i primi caratteri di metallo e i primi libri al mondo stampati con essi.
I generi letterari comprendono epica, poesia, testi religiosi e commentari esegetici sulla dottrina buddhista e confucianista; traduzioni di opere straniere; rappresentazioni e rituali di corte; commedie, tragedie, generi misti; e vari tipi di romanzi.

### Poesia
La poesia coreana cominciò a fiorire sotto la cultura confuciana nel periodo Goryeo, anteriormente al quale la maggior parte dei modelli imitati appartenevano alla poesia lirica cinese. Con l'ascesa del nazionalismo Joseon, la poesia si sviluppò sempre di più e raggiunse il suo apice alla fine del XVIII secolo. Vi furono tentativi di introdurre i metodi della poesia immagista e moderna all'inizio del XX secolo e, nel primo periodo repubblicano; ebbero molto successo le opere patriottiche. La poesia lirica dominò dagli anni 1970 in avanti.